# 37 Cancri
37 Cancri, som är stjärnans Flamsteed-beteckning, är en ensam stjärna, belägen i den södra delen av stjärnbilden Kräftan. Den har en  skenbar magnitud av ca 6,54 och kräver åtminstore en handkikare för att kunna observeras. Baserat på parallaxmätning inom Hipparcosuppdraget på ca 7,9 mas, beräknas den befinna sig på ett avstånd på ca 365 ljusår (ca 112 parsek) från solen. Den rör sig bort från solen med en heliocentrisk radialhastighet på ca 22 km/s.

## Egenskaper
37 Cancri är en vit till blå stjärna i huvudserien av spektralklass A1 V. Den har en massa som är ca 2,7 solmassor, en radie som är ca 1,8 solradier och utsänder från dess fotosfär ca 31 gånger mera energi än solen vid en effektiv temperatur av ca 9 800 K.